# Област Шикотан
Област Шикотан (јап. 色丹郡) Shikotan-gun се налази у субпрефектури Немуро, Хокаидо, Јапан. Она обухвата острво Острво Шикотан, на које полажу право и Јапан и Русија. 15. августа 1945. године, у области је живело 1,038 становника. Иако је сматрају делом Јапана, овом облашћу де факто управља Русија.

## Села
- Шикотан

## Историја
- 1885: Област Ханасаки, Провинција Немуро. Уграђен у Провинција Чишима.
- Август 1945: СССР заузима област.

## Руска администрација
Русија управља острвом у склопу Јужни Курили у Област Сахалин, као и са ова два села.